# James MacGregor Burns
Pour les articles homonymes, voir James Burns.
James MacGregor Burns (né 3 août 1918 à Melrose, Massachusetts – mort le 15 juillet 2014 à Williamstown) est un historien et politologue américain, spécialiste des études sur le leadership (Leadership studies).
En 1971, Burns a reçu le prix Pulitzer d'histoire et le National Book Award d'histoire et de biographie pour son travail sur Franklin Roosevelt, intitulé Roosevelt: The Soldier of Freedom.
Il est essentiellement connu pour ses approches sur la question du leadership, travaillant sur les leaders et sur l'organisation de ceux-ci pour trouver des bénéfices mutuels, et plus largement pour ses contributions à la théorie du leadership.

## Biographie

### Jeunesse
James MacGregor Burns naît le 3 août 1918 à Melrose et grandit à Burlington. Enfant, il va à la Burlington Union School, puis au Lexington High School dans la ville voisine de Lexington, dont il sort en 1935. Il obtient son bachelor's degree du Williams College en 1939, et son doctorat en sciences politiques à Harvard en 1947. Il suit aussi les enseignements dispensées par la London School of Economics.

### Service militaire
Après avoir obtenu son diplôme du Williams College, Burns va à Washington et travaille comme assistant au Congrès. Pendant la Seconde Guerre mondiale, il intègre l'armée américaine comme historien, dans le Pacifique. Il est décoré de la Bronze Star et à quatre reprises de la Service star. Tout au long de ses pérégrinations militaires, il constate que lorsque la question de la gouvernance est mentionnée, c'est pour évoquer les qualités et les caractères divers des dirigeants, mais pas ceux des soldats.

### Carrière universitaire
James MacGregor Burns intègre le Williams College en 1947, et y enseigne pendant près de 40 ans, prenant sa retraite en 1986. Il est membre de l'Académie américaine des arts et des sciences, il a servi en tant que président de l'American Political Science Association et de la Société internationale de psychologie politique (International Society of Political Psychology). Au début des années 1990, il donne des conférences à l'université du Maryland, où une académie vouée à l'étude du leadership, la James MacGregor Burns Academy of Leadership, est nommée en son honneur. En 2010, il remporte le prix Arthur M. Schlesinger, Jr. remis pour son œuvre, et decerné conjointement par l'Institut Roosevelt et de la Society of American Historians.
En 1971, James MacGregor Burns reçoit le prix Pulitzer d'histoire et le National Book Award d'histoire et de biographie pour son travail sur Franklin Roosevelt, intitulé Roosevelt: The Soldier of Freedom, publié l'année précédente.

### Carrière politique
En 1958, James MacGregor Burns, candidat démocrate dans la première circonscription du Massachusetts, échoue face au candidat républicain pour la représentation au Congrès. Il soutient pendant cette campagne le sénateur démocrate et futur président des États-Unis John F. Kennedy, et l'aide à gagner le soutien de l'électorat protestant pour être réélu, tandis que Kennedy l'aide à gagner le soutien des catholiques. Burns, devenu proche de Kennedy, rédige sa biographie en 1960, dans laquelle il décrit le président comme une personne calme et terne, trop cérébral et manquant de cœur. Cela irrite grandement Jacqueline Kennedy-Onassis, qui considère que Burns a « sous-estimé » son époux. James MacGregor Burns est élu par la suite délégué à quatre Convention nationale démocrate.
James MacGregor Burns meurt à Williamstown, le 15 juillet 2014, à 95 ans.

## Considérations politiques
Admirateur de leaders forts à la Maison Blanche, Burns critique la séparation des pouvoirs dans l'organisation américaine de la gouvernance, qu'il voit comme un obstacle aux progrès quand le Congrès est divisé ou d'opposition. Dans The Deadlock of Democracy (1963) et Packing the Court: The Rise of Judicial Power and the Coming Crisis of the Supreme Court (2009), il appelle à des changements d'organisation du système politique américain, plaidant pour des mandats limités dans le temps pour les juges de la Cour Suprême, la fin des élections de mi-mandat, et un Sénat appuyé sur le vote de la population directement. Burns souhaite aussi l'abrogation du vingt-deuxième amendement de la Constitution des États-Unis pour permettre aux présidents américains de faire plus de deux mandats.

## Théorie du leadership
Son ouvrage Leadership, publié en 1978, fonde le champ des études sur le leadership, conceptualisant deux types de leadership : le leadership transactionnel (transactional leadership), où les dirigeants se concentrent sur la relation construite entre le leader et son « soutien » (follower), et le leadership transformationnel, où les dirigeants se focalisent sur les croyances, les besoins et les valeurs de leurs soutiens.
Son travail influence d'autres théoriciens du leadership transformationnel comme Bernard Bass, Bruce Avolio, et Kenneth Leithwood et inspire Georgia Jones Sorenson, qui fonde le Centre pour le leadership politique et la participation (Center for Political Leadership and Participation) à l'université du Maryland, que Burns rejoint en 1993. Le centre est renommé en son honneur en 1997. Ce centre devient par la suite une organisation indépendante sans but lucratif. En 2016, le James MacGregor Burns Academy of Leadership intègre le Churchill College et l'Institut Moller de l'université de Cambridge au Royaume-Uni.

## Publications
- Congress on Trial: The Legislative Process and the Administrative State (Harper, 1949)
- Government by the People (textbook) (1952 (20th ed. 2003), (Prentice-Hall)
- Roosevelt: The Lion and the Fox (Harcourt, Brace, 1956)
- John Kennedy: A Political Profile (Harcourt, Brace, 1960)
- The Deadlock of Democracy: Four-Party Politics in America (Prentice Hall, 1963)
- Government by the People: The Dynamics of American National Government (1963)
- Presidential Government: The Crucible of Leadership (Houghton-Mifflin, 1965)
- Roosevelt: The Soldier of Freedom (Harcourt Brace Jovanovich, 1970) (ISBN 0-15-602757-7)
- Uncommon Sense (1972)
- Edward Kennedy and the Camelot Legacy (1976)
- Leadership (Harper Collins, 1978) (ISBN 0-06-010588-7)
- The Vineyard of Liberty (Alfred A. Knopf, 1982) (ISBN 0394505468)
- The Power to Lead: The Crisis of the American Presidency (Touchstone Books, 1984)
- The Workshop of Democracy (Alfred A. Knopf, 1985) (ISBN 0394505468)
- The Crosswinds of Freedom (Alfred A. Knopf, 1989) (ISBN 0394512766)
- Cobblestone Leadership: Majority Rule, Minority Power (University of Oklahoma Press, 1990)
- A People's Charter: The Pursuit of Rights in America (avec Stewart Burns) (Knopf, 1991)
- The Democrats Must Lead: The Case for a Progressive Democratic Party (avec William Crotty) (1992)
- Dead Center: Clinton-Gore Leadership and the Perils of Moderation (avec Georgia Jones Sorenson) (1999)
- The Three Roosevelts: Patrician Leaders Who Transformed America (avec Susan Dunn, Atlantic Monthly Press, 2001) (ISBN 0-8021-3872-1)
- Transforming Leadership: A New Pursuit of Happiness  (Atlantic Monthly Press, 2003) (ISBN 0-87113-866-2)
- George Washington (with Susan Dunn) (ed. Arthur M. Schlesinger, Jr.) (Times Books, 2004)
- Encyclopedia of Leadership (avec Georgia Jones Sorenson et George R. Goethals) (2004)
- Running Alone: Presidential Leadership — JFK to Bush II: Why It Has Failed and How We Can Fix It (Basic Books, 2006)
- Packing the Court: The Rise of Judicial Power and the Coming Crisis of the Supreme Court (Penguin Press, 2009) (ISBN 1594202192)
- Fire and Light: How the Enlightenment Transformed Our World (St. Martin's Press, 2013) (ISBN 9781250024893)